# Miguel Otero Silva
Miguel Otero Silva (Barcelona, Estado Anzoategui, 26 de octubre de 1908-Caracas, 28 de agosto de 1985) fue un escritor, humorista, periodista, ingeniero y político venezolano.

## Biografía

### Familia y juventud
Nació el 26 de octubre de 1908 en el estado Anzoátegui en Venezuela. Su padre fue Henrique Otero Vizcarrondo. Su madre, Mercedes Silva Pérez, murió cuando Miguel Otero Silva aún era pequeño.

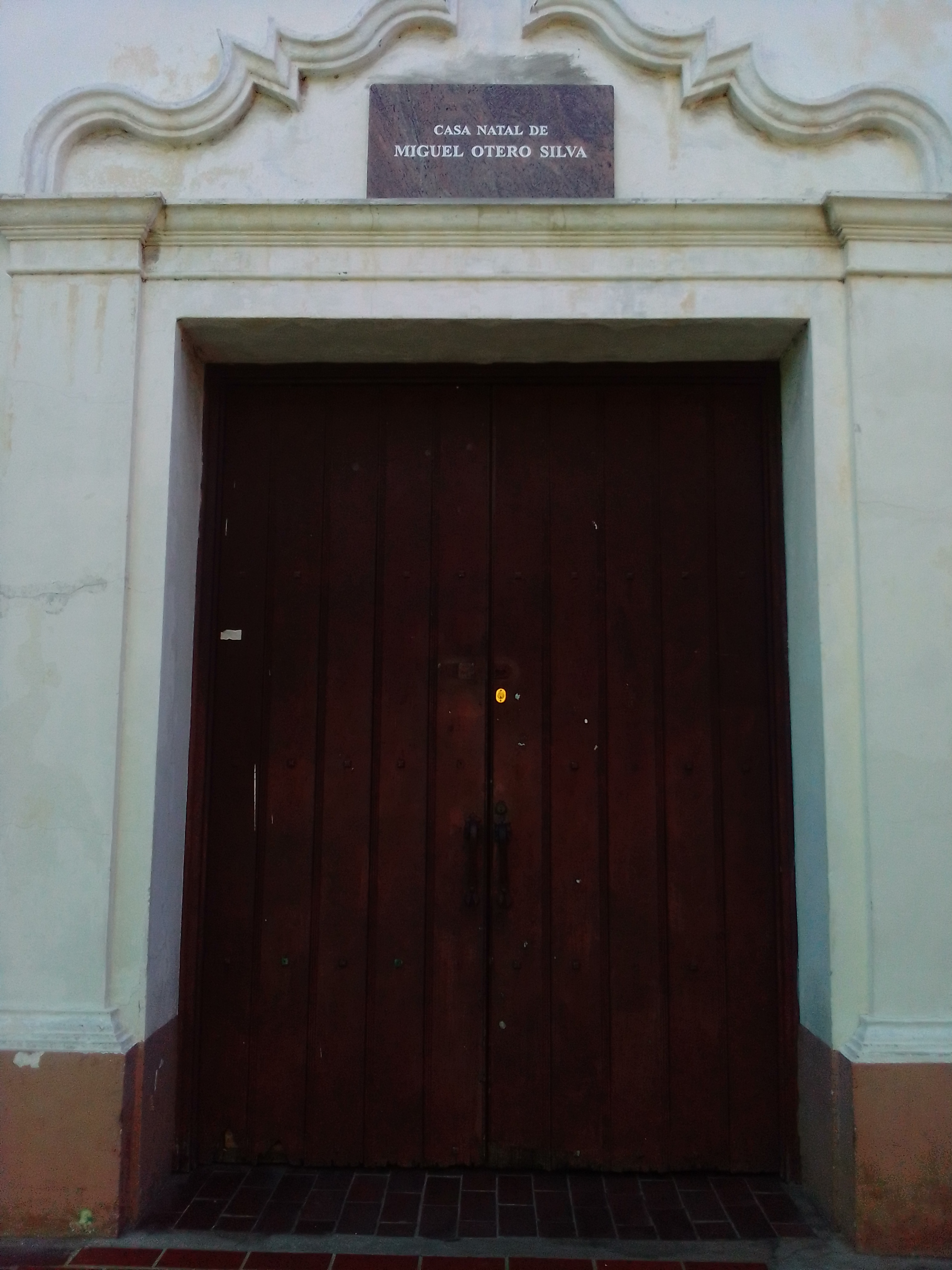
Casa natal de Miguel Otero Silva en Barcelona

Hizo estudios de bachillerato en el liceo San José de Los Teques y posteriormente, en el liceo Caracas, dirigido por Rómulo Gallegos; en este instituto es compañero de jóvenes como Rafael Vegas, Isaac J. Pardo, Rómulo Betancourt, Jóvito Villalba y otros que integrarán la llamada Generación de 1928. Concluyó su secundaria en 1924. Cursó estudios de ingeniería civil en la Universidad Central de Venezuela, pero no concurrió a recibir el respectivo título.
Leía la Biblia desde niño a pesar de no pertenecer a un culto definido. A través de la literatura y el periodismo, relató numerosas páginas de la historia venezolana del siglo XX.

### Vida política
Formó parte de la Generación del 28 que insurgió contra la dictadura del general Juan Vicente Gómez. Fue crítico de arte y un acalorado seguidor del béisbol. Poseía talento para la escritura humorística.
Exiliado en Curazao, el 8 de junio de 1929 formó parte de un contingente de 39 hombres al mando de Rafael Simón Urbina que asaltaron el fuerte Ámsterdam de Willemstad y apresaron al gobernador neerlandés Leonard Albert Fruytier. Posteriormente, los insurgentes (entre ellos Gustavo Machado, José Tomás Jiménez y Guillermo Prince Lara) tomaron el vapor estadounidense «Maracaibo», llevándose al gobernador Fruytier de rehén. Invadieron Venezuela por La Vela de Coro con la intención de derrocar al dictador Juan Vicente Gómez. Las tropas gubernamentales, comandadas por el general León Jurado, presidente del estado Falcón, hicieron fracasar la expedición el 13 de junio de 1929. Al ver como la gran mayoría de sus copartidarios morían o caían presos, los rebeldes se refugiaron en la sierra falconiana. Finalmente Otero Silva huyó a pie hasta Colombia en compañía de Machado y Urbina.
El 8 de agosto de 1937 es uno de los 17 delegados que participa en la Primera Conferencia Nacional del Partido Comunista de Venezuela. Aunque se ha reportado que durante la guerra civil española, formó parte de las Brigadas Internacionales en el bando republicano, no hay mayor evidencia al respecto. En 1942, recién retornado del exilio, fundó el semanario de izquierda Aquí está, cuando el clima política venezolano fue liberalizado bajo el gobierno del general Isaías Medina Angarita. Aquí está substituyó al anterior órgano del Partido Comunista, El martillo, que había sido relanzado en 1938. Aquí está estuvo marcado por una línea editorial 'browderista'.
Junto a su padre, fundó el periódico El Nacional, que entró en circulación el 3 de agosto de 1943. Después de haber cumplido los 40 años, contrajo matrimonio con la periodista y activista María Teresa Castillo, una de las figuras más importantes de la cultura venezolana, con quien tuvo dos hijos. En 1979 recibe el Premio Lenin de la Paz de parte de la Unión Soviética, galardón soviético equivalente al Premio Nobel de la Paz.

### Muerte

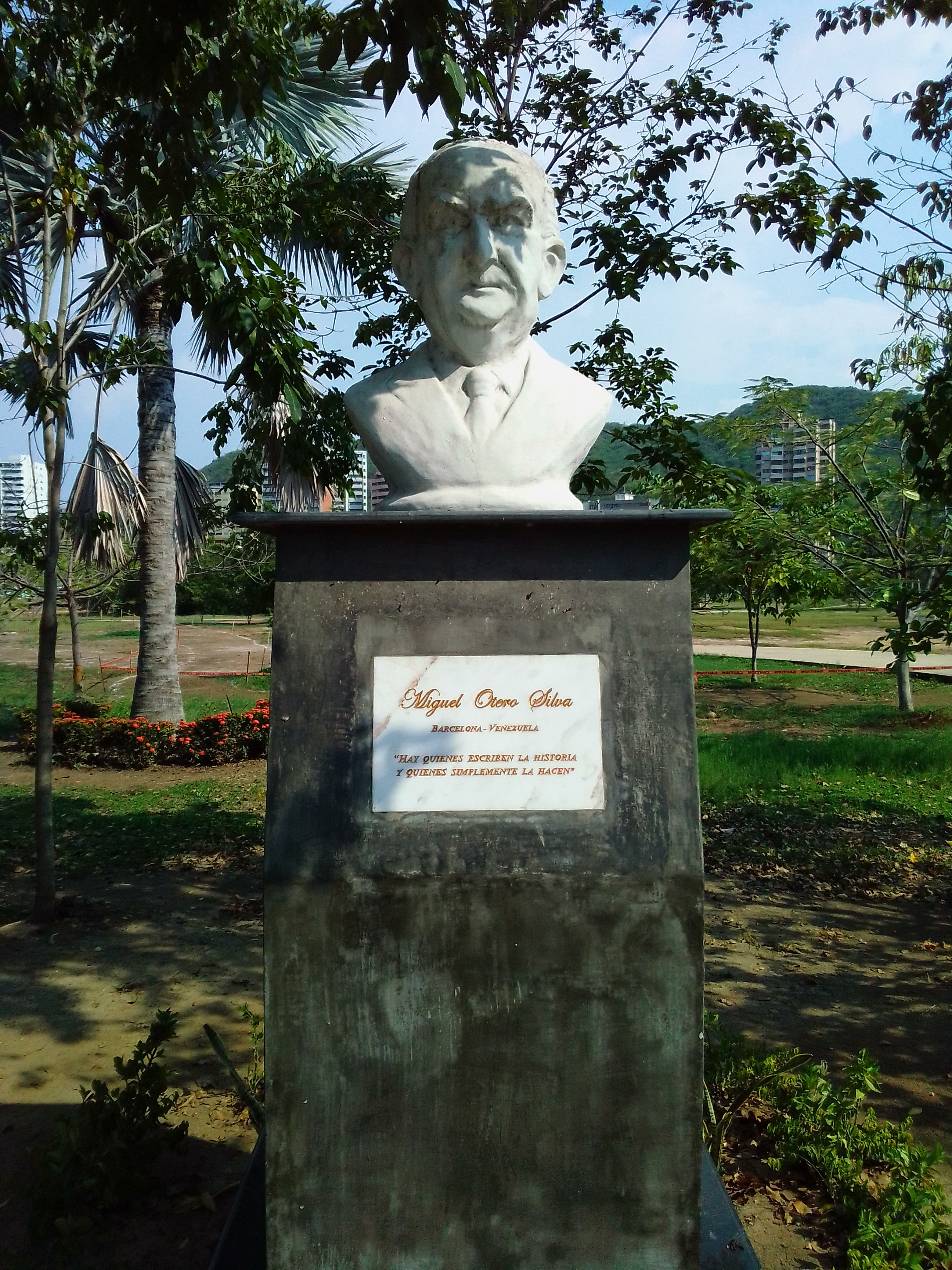
Busto de Miguel Otero Silva

Falleció en Caracas el 28 de agosto de 1985. Dejó a su muerte un amplio legado literario que abarca desde obras de teatro hasta poemas, legado que ha merecido la admiración de autores tan conocidos como Pablo Neruda y Gabriel García Márquez.

## Obras
Novelas
- Fiebre (1939)
- Casas Muertas (1955)
- Oficina Nº 1 (1961)
- La muerte de Honorio (1963)
- Cuando quiero llorar no lloro (1970)
- Lope de Aguirre, príncipe de la libertad (1979)
- La piedra que era Cristo (1985)

Poesía
- Agua y cauce: poemas revolucionarios (1937)
- 25 poemas (1942)
- Elegía coral a Andrés Eloy Blanco (1959)
- La Mar que es el Morir (1965)
- Las Celestiales (1965)
- Umbral (1966)

Otros
- México y la revolución mexicana : un escritor venezolano en la Unión Soviética (1966)
- Florencia: ciudad del hombre (1974)
- Ocho palabreos (1974)
- Obra humorística completa (1977)
- Prosa completa: opiniones sobre arte y política (1977)
- Un morrocoy en el infierno: humor... humor... humor (1982)
- Escritos periodísticos (1998)